# Danny Rose
Daniel Lee Rose, meglio noto come Danny Rose (Doncaster, 2 luglio 1990), è un ex calciatore inglese, di origini giamaicane, di ruolo difensore.

## Caratteristiche tecniche
Terzino sinistro, dotato di buona velocità e abile nell'effettuare assist ai compagni, può essere impiegato anche come esterno sinistro di centrocampo.

## Carriera

### Club
Prodotto del vivaio del Leeds, nel marzo del 2009 Rose è stato ingaggiato in prestito dal Watford sino a fine stagione. L'allenatore Brendan Rodgers ha descritto Rose come un giocatore di grande talento e gran lavoratore, dotato di una buona visione di gioco. Ha esordito col Watford il 4 aprile nella gara vinta 2-1, in trasferta, contro il Doncaster.
Danny Rose nella stagione 2009-2010 fa parte della prima squadra del Tottenham. Ha esordito in Premier League il 14 aprile 2010, nel derby di Londra, Tottenham-Arsenal 2-1, segnando il goal dell'1-0. Il 9 settembre 2010 Rose va al Bristol City con la formula del prestito. Il 13 novembre subentra come sostituto nel secondo tempo contro il Leeds.
Rose torna al Tottenham nella primavera del 2011 dopo una serie di lievi infortuni che avevano limitato il suo impatto e le apparizioni col Bristol City. Il 7 maggio 2011 Rose ha giocato contro il Blackpool come sostituto del terzino sinistro Benoît Assou-Ekotto, anche se giocava fuori della sua posizione abituale, ed è stato espressamente lodato dal manager Harry Redknapp per la sua performance nel pareggio per 1-1. Danny continuerà ad occupare la posizione di terzino sinistro nelle ultime 3 partite della stagione, facendo ottime prestazioni nella sconfitta col Manchester City e la vittoria col Liverpool. Il 4 luglio rinnova fino al 2015 con il Tottenham. Il 31 agosto 2012, ultimo giorno di calciomercato, passa al Sunderland con la formula del prestito annuale.
Terminato il prestito ai Black Cats fa ritorno al Tottenham, in cui milita fino al 30 gennaio 2020 (senza essere titolare fisso a causa d'infortuni, alternandosi con Ben Davies), giorno in cui viene ceduto in prestito al Newcastle Utd.
Il 16 giugno 2021 viene annunciato l'ingaggio del giocatore da parte del Watford, club in cui Rose aveva già militato durante la stagione 2008-2009.
Il 1⁰ settembre 2022, dopo aver collezionato 8 presenze con il Watford, rescinde il proprio contratto rimanendo svincolato.

### Nazionale
Danny è stato convocato il 1º giugno 2009 dalla nazionale Under-21 ed ha debuttato l'8 giugno nella gara amichevole, vinta 7-0, contro l'Azerbaigian Under-21.
Il 17 marzo 2016 viene convocato per la prima volta in assoluto, con la nazionale maggiore dal CT Hodgson, per le partite amichevoli di fine marzo, rispettivamente contro Germania e Paesi Bassi. Il 26 marzo seguente, fa il suo esordio in nazionale giocando da titolare tutti e 90 i minuti nell'amichevole di Berlino vinta 3-2 contro la Germania. Viene convocato per gli Europei 2016 in Francia, manifestazione in cui scende in campo in tre occasioni.

## Statistiche

### Presenze e reti nei club
Statistiche aggiornate al 26 settembre 2022.
| Stagione         | Squadra          | Campionato       | Campionato | Campionato | Coppe nazionali | Coppe nazionali | Coppe nazionali | Coppe continentali | Coppe continentali | Coppe continentali | Altre coppe | Altre coppe | Altre coppe | Totale | Totale |
| Stagione         | Squadra          | Comp             | Pres       | Reti       | Comp            | Pres            | Reti            | Comp               | Pres               | Reti               | Comp        | Pres        | Reti        | Pres   | Reti   |
| ---------------- | ---------------- | ---------------- | ---------- | ---------- | --------------- | --------------- | --------------- | ------------------ | ------------------ | ------------------ | ----------- | ----------- | ----------- | ------ | ------ |
| 2008-gen. 2009   | Tottenham        | PL               | 0          | 0          | FACup+CdL       | 0+0             | 0               | CU                 | 0                  | 0                  | -           | -           | -           | 0      | 0      |
| gen.-giu. 2009   | Watford          | FLC              | 7          | 0          | FACup+CdL       | 0+0             | 0               | -                  | -                  | -                  | -           | -           | -           | 7      | 0      |
| 2009-gen. 2010   | Peterborough Utd | FLC              | 6          | 0          | FACup+CdL       | 1+0             | 0               | -                  | -                  | -                  | -           | -           | -           | 7      | 0      |
| gen.-giu. 2010   | Tottenham        | PL               | 1          | 1          | FACup+CdL       | 3+1             | 0               | -                  | -                  | -                  | -           | -           | -           | 5      | 1      |
| 2010-gen. 2011   | Bristol City     | FLC              | 17         | 0          | FACup+CdL       | 0+0             | 0               | -                  | -                  | -                  | -           | -           | -           | 17     | 0      |
| gen.-giu. 2011   | Tottenham        | PL               | 4          | 0          | FACup+CdL       | 0+0             | 0               | UCL                | -                  | -                  | -           | -           | -           | 4      | 0      |
| 2011-2012        | Tottenham        | PL               | 11         | 0          | FACup+CdL       | 5+0             | 0               | UEL                | 4                  | 0                  | -           | -           | -           | 20     | 0      |
| 2012-2013        | Sunderland       | PL               | 27         | 1          | FACup+CdL       | 1+1             | 0               | -                  | -                  | -                  | -           | -           | -           | 29     | 1      |
| 2013-2014        | Tottenham        | PL               | 22         | 1          | FACup+CdL       | 1+1             | 0               | UEL                | 6                  | 1                  | -           | -           | -           | 30     | 2      |
| 2014-2015        | Tottenham        | PL               | 28         | 3          | FACup+CdL       | 2+3             | 1+0             | UEL                | 1                  | 0                  | -           | -           | -           | 34     | 4      |
| 2015-2016        | Tottenham        | PL               | 24         | 1          | FACup+CdL       | 2+1             | 0               | UEL                | 3                  | 0                  | -           | -           | -           | 30     | 1      |
| 2016-2017        | Tottenham        | PL               | 18         | 2          | FACup+CdL       | 0               | 0               | UCL                | 3                  | 0                  | -           | -           | -           | 21     | 2      |
| 2017-2018        | Tottenham        | PL               | 10         | 0          | FACup+CdL       | 3+1             | 0               | UCL                | 3                  | 0                  | -           | -           | -           | 17     | 0      |
| 2018-2019        | Tottenham        | PL               | 26         | 0          | FACup+CdL       | 0+3             | 0               | UCL                | 7                  | 0                  | -           | -           | -           | 36     | 0      |
| 2019-gen. 2020   | Tottenham        | PL               | 12         | 0          | FACup+CdL       | 0+0             | 0               | UCL                | 4                  | 0                  | -           | -           | -           | 16     | 0      |
| gen.-giu. 2020   | Newcastle Utd    | PL               | 11         | 0          | FACup+CdL       | 2+0             | 0               | -                  | -                  | -                  | -           | -           | -           | 13     | 0      |
| 2020-2021        | Tottenham        | PL               | 0          | 0          | FACup+CdL       | 0+0             | 0               | UCL                | 0                  | 0                  | -           | -           | -           | 0      | 0      |
| Totale Tottenham | Totale Tottenham | Totale Tottenham | 156        | 8          |                 | 26              | 1               |                    | 31                 | 1                  |             | -           | -           | 213    | 10     |
| 2021-2022        | Watford          | PL               | 8          | 0          | FACup+CdL       | 0+1             | 0               | -                  | -                  | -                  | -           | -           | -           | 9      | 0      |
| ago.-set. 2022   | Watford          | FCL              | 0          | 0          | FACup+CdL       | 0+0             | 0               | -                  | -                  | -                  | -           | -           | -           | 0      | 0      |
| Totale Watford   | Totale Watford   | Totale Watford   | 15         | 0          |                 | 1               | 0               |                    | -                  | -                  |             | -           | -           | 16     | 0      |
| Totale carriera  | Totale carriera  | Totale carriera  | 232        | 9          |                 | 32              | 1               |                    | 31                 | 1                  |             | -           | -           | 295    | 11     |

### Cronologia presenze e reti in nazionale
| Cronologia completa delle presenze e delle reti in nazionale ― Inghilterra | Cronologia completa delle presenze e delle reti in nazionale ― Inghilterra | Cronologia completa delle presenze e delle reti in nazionale ― Inghilterra | Cronologia completa delle presenze e delle reti in nazionale ― Inghilterra | Cronologia completa delle presenze e delle reti in nazionale ― Inghilterra | Cronologia completa delle presenze e delle reti in nazionale ― Inghilterra | Cronologia completa delle presenze e delle reti in nazionale ― Inghilterra | Cronologia completa delle presenze e delle reti in nazionale ― Inghilterra |
| Data                                                                       | Città                                                                      | In casa                                                                    | Risultato                                                                  | Ospiti                                                                     | Competizione                                                               | Reti                                                                       | Note                                                                       |
| -------------------------------------------------------------------------- | -------------------------------------------------------------------------- | -------------------------------------------------------------------------- | -------------------------------------------------------------------------- | -------------------------------------------------------------------------- | -------------------------------------------------------------------------- | -------------------------------------------------------------------------- | -------------------------------------------------------------------------- |
| 26-3-2016                                                                  | Berlino                                                                    | Germania                                                                   | 2 – 3                                                                      | Inghilterra                                                                | Amichevole                                                                 | -                                                                          |                                                                            |
| 29-3-2016                                                                  | Londra                                                                     | Inghilterra                                                                | 1 – 2                                                                      | Paesi Bassi                                                                | Amichevole                                                                 | -                                                                          | 58’                                                                        |
| 22-5-2016                                                                  | Manchester                                                                 | Inghilterra                                                                | 2 – 1                                                                      | Turchia                                                                    | Amichevole                                                                 | -                                                                          |                                                                            |
| 2-6-2016                                                                   | Londra                                                                     | Inghilterra                                                                | 1 – 0                                                                      | Portogallo                                                                 | Amichevole                                                                 | -                                                                          |                                                                            |
| 11-6-2016                                                                  | Marsiglia                                                                  | Inghilterra                                                                | 1 – 1                                                                      | Russia                                                                     | Euro 2016 - 1º turno                                                       | -                                                                          |                                                                            |
| 16-6-2016                                                                  | Lens                                                                       | Inghilterra                                                                | 2 – 1                                                                      | Galles                                                                     | Euro 2016 - 1º turno                                                       | -                                                                          |                                                                            |
| 27-6-2016                                                                  | Nizza                                                                      | Inghilterra                                                                | 1 – 2                                                                      | Islanda                                                                    | Euro 2016 - Quarti di finale                                               | -                                                                          |                                                                            |
| 4-9-2016                                                                   | Trnava                                                                     | Slovacchia                                                                 | 0 – 1                                                                      | Inghilterra                                                                | Qual. Mondiali 2018                                                        | -                                                                          |                                                                            |
| 8-10-2016                                                                  | Londra                                                                     | Inghilterra                                                                | 2 – 0                                                                      | Malta                                                                      | Qual. Mondiali 2018                                                        | -                                                                          | 19’                                                                        |
| 11-10-2016                                                                 | Lubiana                                                                    | Slovenia                                                                   | 0 – 0                                                                      | Inghilterra                                                                | Qual. Mondiali 2018                                                        | -                                                                          |                                                                            |
| 11-11-2016                                                                 | Londra                                                                     | Inghilterra                                                                | 3 – 0                                                                      | Scozia                                                                     | Qual. Mondiali 2018                                                        | -                                                                          |                                                                            |
| 15-11-2016                                                                 | Londra                                                                     | Inghilterra                                                                | 2 – 2                                                                      | Spagna                                                                     | Amichevole                                                                 | -                                                                          | 45+2’ 79’                                                                  |
| 10-11-2017                                                                 | Londra                                                                     | Inghilterra                                                                | 0 – 0                                                                      | Germania                                                                   | Amichevole                                                                 | -                                                                          | 71’                                                                        |
| 14-11-2017                                                                 | Londra                                                                     | Inghilterra                                                                | 0 – 0                                                                      | Brasile                                                                    | Amichevole                                                                 | -                                                                          | 90+1’                                                                      |
| 23-3-2018                                                                  | Amsterdam                                                                  | Paesi Bassi                                                                | 0 – 1                                                                      | Inghilterra                                                                | Amichevole                                                                 | -                                                                          | 71’                                                                        |
| 27-3-2018                                                                  | Londra                                                                     | Inghilterra                                                                | 1 – 1                                                                      | Italia                                                                     | Amichevole                                                                 | -                                                                          | 60’                                                                        |
| 2-6-2018                                                                   | Londra                                                                     | Inghilterra                                                                | 2 – 1                                                                      | Nigeria                                                                    | Amichevole                                                                 | -                                                                          | 68’                                                                        |
| 7-6-2018                                                                   | Leeds                                                                      | Inghilterra                                                                | 2 – 0                                                                      | Costa Rica                                                                 | Amichevole                                                                 | -                                                                          |                                                                            |
| 24-6-2018                                                                  | Nižnij Novgorod                                                            | Inghilterra                                                                | 6 – 1                                                                      | Panama                                                                     | Mondiali 2018 - 1º turno                                                   | -                                                                          | 70’                                                                        |
| 28-6-2018                                                                  | Kaliningrad                                                                | Inghilterra                                                                | 0 – 1                                                                      | Belgio                                                                     | Mondiali 2018 - 1º turno                                                   | -                                                                          |                                                                            |
| 3-7-2018                                                                   | Mosca                                                                      | Colombia                                                                   | 1 – 1 dts (3 – 4 dtr)                                                      | Inghilterra                                                                | Mondiali 2018 - Ottavi di finale                                           | -                                                                          | 102’                                                                       |
| 11-7-2018                                                                  | Mosca                                                                      | Croazia                                                                    | 2 – 1 dts                                                                  | Inghilterra                                                                | Mondiali 2018 - Semifinale                                                 | -                                                                          | 91’                                                                        |
| 14-7-2018                                                                  | San Pietroburgo                                                            | Belgio                                                                     | 2 – 0                                                                      | Inghilterra                                                                | Mondiali 2018 - Finale 3º posto                                            | -                                                                          | 46’                                                                        |
| 8-9-2018                                                                   | Londra                                                                     | Inghilterra                                                                | 1 – 2                                                                      | Spagna                                                                     | UEFA Nations League 2018-2019 - 1º turno                                   | -                                                                          | 90+4’                                                                      |
| 11-9-2018                                                                  | Leicester                                                                  | Inghilterra                                                                | 1 – 0                                                                      | Svizzera                                                                   | Amichevole                                                                 | -                                                                          | 79’                                                                        |
| 25-3-2019                                                                  | Podgorica                                                                  | Montenegro                                                                 | 1 – 5                                                                      | Inghilterra                                                                | Qual. Euro 2020                                                            | -                                                                          | 90+3’                                                                      |
| 9-6-2019                                                                   | Guimarães                                                                  | Svizzera                                                                   | 0 – 0 dts (5 – 6 dtr)                                                      | Inghilterra                                                                | UEFA Nations League 2018-2019 - Finale 3º posto                            | -                                                                          | 23’ 70’                                                                    |
| 7-9-2019                                                                   | Londra                                                                     | Inghilterra                                                                | 4 – 0                                                                      | Bulgaria                                                                   | Qual. Euro 2020                                                            | -                                                                          |                                                                            |
| 11-10-2019                                                                 | Praga                                                                      | Rep. Ceca                                                                  | 2 – 1                                                                      | Inghilterra                                                                | Qual. Euro 2020                                                            | -                                                                          | 10’                                                                        |
| Totale                                                                     |                                                                            | Presenze                                                                   | 29                                                                         |                                                                            | Reti                                                                       | 0                                                                          |                                                                            |

## Palmarès

### Individuale
- Squadra dell'anno della PFA: 2

2016, 2017